# إيناس طالب
إيناس طالب (31 كانون الثاني/يناير 1980 - )، ممثلة ومقدمة برامج عراقية.

## حياتها الخاصة
ولدت في مدينة البصرة وعاشت فيها خمسة سنوات إنتقلت خلال الحرب العراقية الإيرانية للعيش مع عائلتها في بغداد رغبتها منذ البداية في أن تنهي دراستها الثانوية في معهد الفنون لدراسة الموسيقى والعزف على آلة الكمان، لكن لم تتح لها فرصة القبول في هذا القسم ووضع اسمها في حقل الاحتياط. فلم يكن لها خيار سوى أن تقبل ما آلت إليه الأمور، بعد أن قبلت للدراسة في قسم الفنون المسرحية، لم تلق اعتراضا من عائلتها على دراستها إلا أنه كان لهم تحفظ تجاه العمل في التلفزيون، بدأت دراستها في المعهد العالي للفنون الجميلة عام 1995 وتخرجت عام 2000 ثم تابعت دراستها الأكاديمية عام 2001.

## مشوارها المهني
في عام 1995 سنحت لها الفرصة للمشاركة في مهرجان مسرحي، حصلت فيه على جائزة أفضل ممثلة واعدة، بنفس العام رشحها المخرج عماد بهجت لتلعب دور كُلثم في مسلسل عمر بن أبي ربيعة وكان معه الفنان رياض شهيد والمخرج حامد المالكي
أول مرة وقفت فيها امام الكاميرا كانت مع المخرجة رجاء كاظم في مسلسل بدوي بعنوان «اللهيب» من إنتاج عراقي وهي في سن السادسة عشرة، وبعدها شاركت في مسلسل «الهرب إلى الوهم» للمخرج جلال كامل والذي أدت فيه دور فتاة عمياء أهم أعمالها كانت في مسلسل مناوي باشا التي عدت فيه دور «سعاد خاتون» بنت بهجت افندي، قدمت أدوار البطولة في «رجال الظل» و«أرجوحة النار» والتي كانت أول أعمال بطولة مطلقة لها مع المخرج جمال عبد جاسم

### مشاركتها كعضو لجنة تحكيم
في رمضان  2025 شاركت كعضو لجنة تحكيم في برنامج المواهب العراقية "حلم" على قناة العراقية  مع الفنانين علي جابر  وعلي بدر

### حياتها الأسرية
تزوجت في عام 2008 من رجل عراقي يدعى "محمد الحمدي" ويلقب ب"محمد الملا" ورزقت منه بابنتين تؤام "تاج" و"الجودي"

### مغادرتها العراق
غادرت العراق بعد الحرب الأمريكية على العراق عام 2003، وكانت في ذلك الوقت في سنتها الثالثة في دراستها الجامعية إنتقلت بعدها إلى الأردن لإكمال دراستها في عام 2005 وبقيت هناك متأخرة عن دراستها لمدة سنة بسبب عدم استطاعتها لجلب اوراقها الدراسية من كلية الفنون لتحويلها إلى عمان. لكنها استطاعت بعد ذلك من تحويل اوراقها لإستكمال دراستها.
تمكنت بعد ذلك من أن تكمل دراستها في قسم الصحافة والاعلام في كلية الاداب والعلوم في جامعة البتراء وفي عام 2011 عادت إيناس إلى الدراما العراقية في مسلسل يحكي سيرة حياة الفنانة العراقية عفيفة إسكندر يدعى فاتنة بغداد

## أعمالها

### في التلفزيون
| سنة الإنتاج | اسم المسلسل                   | الشخصية      |
| ----------- | ----------------------------- | ------------ |
| (1995)      | اللهيب                        | شقرة         |
| (1995)      | الهروب إلى الوهم              | فاتن         |
| (1995)      | عمر بن أبي ربيعة              | كلثم         |
| (1995)      | أمنيات النساء                 |              |
| (1995)      | امرأة ورجل                    | أحلام        |
| (1995)      | صخر القلوب                    | سهير         |
| (1995)      | أرجوحة النار                  | سوسن         |
| (1995)      | ربيع شاغر                     | هند          |
| (1995)      | الصحوة                        |              |
| (1995)      | الحوت والجدار                 | سعاد         |
| (1995)      | برج العقرب- الجزء الأول       | مفيدة        |
| (1996)      | رحلة مسعود العمارتلي          |              |
| (1996)      | البنات                        |              |
| (1996)      | رجال الظل                     | فلورا        |
| (1996)      | الشمس في كفي                  | سحر          |
| (1997)      | الحب يأتي من النافذة          | بحرية        |
| (1997)      | حكاية المدن الثلاث            | المازة       |
| (1997)      | للفقراء مجانا                 |              |
| (1997)      | رمال تحرق الأقدام             | رضاب         |
| (1997)      | البرج والثعبان                | فاطمة        |
| (1998)      | تبادل مراكز                   |              |
| (1998)      | قضية الدكتور سين              | هيفاء        |
| (1998)      | ليل الشتا                     | سمية         |
| (1998)      | سوق الجواهر                   |              |
| (1998)      | قصة طبيب                      |              |
| (1999)      | أشهى الموائد في مدينة القواعد | آنسة إعراب   |
| (1999)      | جراح العيون                   | فاطمة        |
| (1999)      | برج العقرب- الجزء الثاني      | مفيدة        |
| (1999)      | البديل                        | نداء         |
| (2000)      | مناوي باشا- الجزء الأول       | سعاد         |
| (2000)      | الوحاش                        |              |
| (2000)      | نساء في حكاية                 | مُنى          |
| (2001)      | طرقات الليل                   | خديجة        |
| (2001)      | حي الألغاز                    |              |
| (2001)      | الإنصاف في مسائل الخلاف       | زهراء        |
| (2002)      | مناوي باشا- الجزء الثاني      | سعاد         |
| (2002)      | صمود الأبطال                  |              |
| (2003)      | الوداع الأخير                 | محاسن        |
| (2005)      | هذا هو الحب                   | غيداء        |
| (2005)      | خريف العنقاء                  |              |
| (2005)      | ساعة الصفر حسب توقيت بغداد    | فداء         |
| (2011)      | فاتنة بغداد                   | عفيفة إسكندر |
| (2011)      | سنوات تحت الرماد              | ماجدة        |
| (2018)      | غرامي وشرطي وحرامي            | حبيبة        |
| (2019)      | الفندق                        | أريج         |
| (2021)      | الهروب                        | حنان         |
| (2023)      | تاتو                          | فرح          |
| (2024)      | انفصال                        | خيال         |
| (2025)      | ورث عمتي                      | أفراح        |
| (2025)      | دار المنسيين                  | شمس          |

### في المسرح
| سنة الإنتاج | المسرحية                  | الشخصية |
| ----------- | ------------------------- | ------- |
| (1994)      | السيد الكاتب              |         |
| (1997)      | عزيزة وبس                 |         |
| (1998)      | ملك زمانه                 |         |
| (1998)      | ملعب المنافقين            |         |
| (1999)      | الجنة تفتح أبوابها متأخرة |         |
| (1999)      | عالم دخان                 | كارمن   |
| (2000)      | ابن البلد                 |         |
| (2001)      | رد وبدل                   |         |
| (2002)      | اكتب باسم ربك             |         |
| (2002)      | عوافي                     |         |
| (2017)      | ماكو مثلنه                |         |

### في السينما
| سنة الإنتاج | الفيلم | الشخصية |
| ----------- | ------ | ------- |
| 1997        | الغضب  |         |

### في تقديم البرامج
| سنة الإنتاج | اسم البرنامج                  | عرض على            |
| ----------- | ----------------------------- | ------------------ |
| 1997        | "لقاءات فنية مع فناني العراق" | تلفزيون الشباب     |
| 2017        | "فريق الأمل "                 | قناة الشرقية       |
| 2018-2019   | "رمضان عراقي"                 | قناة العراقية      |
| 2020        | "بلا إحراج"                   | قناة السومرية      |
| 2020        | "ناس إيناس"                   | قناة دجلة الفضائية |
| 2022        | "النسخة الأصلية"              | قناة دجلة الفضائية |

## جوائز
- العراق:1994: أفضل ممثلة واعدة في مهرجان منتدى المسرح عن مسرحية السيد الكاتب
- العراق:2018: جائزة الشهيدة أطوار بهجت من منتدى الاعلاميات العراقيات
- العراق:2018: قلادة الملتقى الإذاعي والتلفزيوني درع الاتحاد العام للأدباء والكتّاب في العراق[22]
- العراق:2018: جائزة مؤسسة عيون للإبداع الفني
- العراق:(2019): درع تكريمي من مهرجان موازين عن مسيرتها الفنية
- العراق:2019: تكريم من مجلس محافظة بغداد كأكثر الشخصيات تأثيرا وتميزا في مجال الفن والإعلام[23]

## روابط خارجية
- إيناس طالب على موقع IMDb (الإنجليزية)
- إيناس طالب على موقع قاعدة بيانات الأفلام العربية